# Île Tintamarre
Pour les articles homonymes, voir Tintamarre (homonymie).
L’île Tintamarre est une île inhabitée de la mer des Caraïbes, située à 3 kilomètres (1,62 nmi) au nord-est de l'île de Saint-Martin ; elle fait partie de la collectivité d'outre-mer française de Saint-Martin.

## Description
Autour de son littoral, l'intégralité des 50 pas géométriques (soit les 83 m en profondeur à partir de la ligne des plus hautes eaux) est propriété du Conservatoire du Littoral et fait partie du domaine terrestre de la "Réserve naturelle nationale de Saint-Martin. À ce titre, l'espace et la nature y sont protégés par une réglementation spécifique.
Il s'agit d'un plateau calcaire de sédiments marins basculé en pente N-NE/S-SO. Le littoral Nord-Nord-Est est en falaises d'environ 30 m de haut, le Sud et l'Ouest étant au niveau de la mer. Au Sud, une barrière de corail (les Cayes) crée un lagon peu profond. À l'Ouest, faisant face à l'île Saint-Martin, s'étend une jolie plage très prisée des excursions touristiques : Baie Blanche.
Derrière la plage, restent encore les vestiges du terrain d'aviation. À la suite de la création de la piste de Grand-Case (à Saint-Martin), celle de Tintamarre n'avait plus lieu d'être et a été abandonnée. Les aérodromes de Saint-Barthélemy et Saba ont été créés par un pilote aventurier franco-néerlandais Rémy de Haenen, qui fut aussi maire de Saint Barthélemy.
L'île est recouverte aux deux tiers par une forêt xérophile abritant des Gaïacs (arbre protégé), le reste étant en savane d'herbes courtes ou de taillis assez impénétrables sauf pour les chèvres (espèce introduite), les lézards (ameives et scinques), les iguanes communs (Iguana iguana), les crabes et les tortues de terre (Geochelone carbonaria). Parmi les oiseaux marins qui viennent y nicher, on observe le superbe Paille-en-queue et le Noddi brun.
Plusieurs chemins pédestres parcourent l'île. Ils permettent de découvrir :
- Les bâtiments d'une ancienne ferme (restaurée récemment) ayant été exploitée pour le coton au XIXe siècle ;
- Les restes d'une petite voie ferrée (exploitation de sel, de gypse ou de guano ?) ;
- Un bain de boue naturel (aujourd'hui interdit pour raison sanitaire) ;

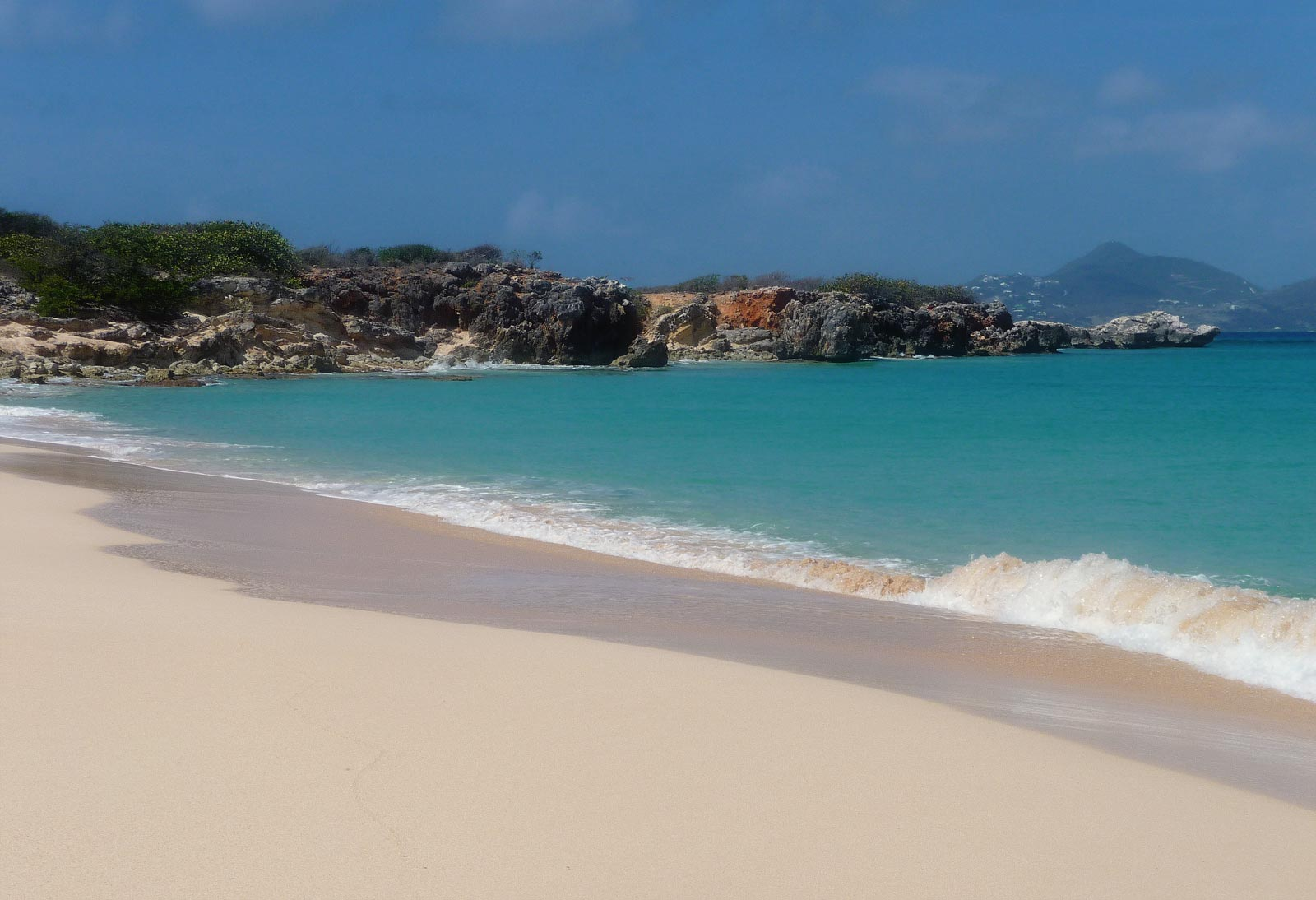
Plage de la côte de l'île Tintamarre.

- Des points de vue exceptionnels.

## Histoire
Au début du XXe siècle, L'île était occupée par Diederik Christian van Romondt (1871-1948), prétendument pour payer moins impôts. Il cultivait le coton, faisait de l'élevage de moutons et fabriquait du beurre et du fromage vendus dans toutes les Antilles. Il avait fait venir quelques dizaines de travailleurs de Saint-Martin. Il est devenu célèbre en 1913 lorsqu'un journal français l'a appelé "Le Roi de Tintamarre" en relatant son enterrement de vie de garçon. De nombreuses lettres auraient été envoyées à van Romondt par des prétendantes européennes, mais aucune d'entre-elles ne lui aurait convenu.
Pendant cette période, l'île vivait d'agriculture et d'un peu de commerce. Au début du XXe siècle, jusqu'à 150 personnes ont vécu sur Tintamarre, devenu un territoire presque indépendant disposant  de sa propre monnaie. Puis Diederik van Romondt a décidé de vendre l'île, en 1932, à un homme politique de la partie française de Saint-Martin. Pendant la seconde Guerre mondiale, l'île était administrée par le gouvernement français de Vichy et aurait abrité et approvisionné des sous-marins allemands. L'aviation commerciale de Saint-Martin a commencé ici. Tintamarre a servi de base à une petite compagnie appelée Compagnie Aérienne Antillaise entre 1946 et 1950. Sur une piste en terre de 500 mètres de long, les avions atterrissaient et décollaient. Le lagon servait de base aux hydravions. Une vingtaine de personnes vivaient  encore sur Tintamarre à cette époque pour assurer le bon fonctionnement de la base. La compagnie exploitait une petite flotte d'avions réaffectés à partir de Tintamarre, desservant la Dominique, Sainte-Lucie, la Martinique et Anguilla. La contrebande apparut et Rémy de Haenen fut notamment reconnu coupable de possession illégale de 30 000 caisses de whisky. En 1950, après trois décollages ratés, la piste est fermée définitivement. De nos jours, l'île est visitée par des touristes qui sont amenés en bateau pour une excursion d'une journée. Ils restent généralement sur la plage de sable située sur le côté sud de l'île.